# رجل المنزل
رجل المنزل (بالإنجليزية: The Homesman)‏ هو فيلم دراما تم إنتاجه في الولايات المتحدة وصدر في سنة 2014. الفيلم من إخراج تومي لي جونز وكتابة تومي لي جونز. من بطولة تومي لي جونز وهيلاري سوانك وهيلي ستاينفيلد وويليام فيكنر وميريل ستريب.

## القصة
يرصد الفيلم أحداثا حدثت عام 1854 في نبراسكا، تدور الأحداث حول امرأة تُدعى ماري بي كودي (هيلاري سوانك)؛ حيث تبلغ من العمر 31 عاماً، تعيش في عزلة في بلدة حدودية. تُكلف ماري من قبل الكنيسة بنقل ثلاث نساء لولاية أيوا؛ حيث يعانين من صدمة نفسية جعلتهن يفقدن عقلهن. خلال الرحلة تنقذ ماري حياة رجل خارج على القانون يُدعى جورج بريجز (تومي لي جونز)، والذي يوافق على مساعدتها في تنفيذ مهمتها مقابل 300 دولار. سرعان ما تنشأ رابطة قوية بين ماري وجورج وتتوطد علاقتهما.

## الميزانية والإيرادات
بلغت تكلفة إنتاج الفيلم حوالي 16 مليون دولار.

## وصلات خارجية
- رجل المنزل على موقع IMDb (الإنجليزية)
- رجل المنزل على موقع ميتاكريتيك (الإنجليزية)
- رجل المنزل على موقع الموسوعة البريطانية (الإنجليزية)
- رجل المنزل على موقع روتن توميتوز (الإنجليزية)
- رجل المنزل على موقع نتفليكس (الإنجليزية)
- رجل المنزل على موقع قاعدة بيانات الأفلام العربية
- رجل المنزل على موقع ألو سيني (الفرنسية)
- رجل المنزل على موقع أول موفي (الإنجليزية)
- رجل المنزل على موقع بوكس أوفيس موجو (الإنجليزية)
- رجل المنزل على موقع فيلمافينيتي (الإسبانية)